# Bearcats de Port Arthur
 (mai 2019).
Si vous disposez d'ouvrages ou d'articles de référence ou si vous connaissez des sites web de qualité traitant du thème abordé ici, merci de compléter l'article en donnant les références utiles à sa vérifiabilité et en les liant à la section « Notes et références ».
Les Bearcats de Port Arthur sont une équipe de hockey sur glace basée à Port Arthur, en Ontario, au Canada — faisant maintenant partie de la ville de Thunder Bay — active du début des années 1900 jusqu'en 1970.